# Joseph Kyselak

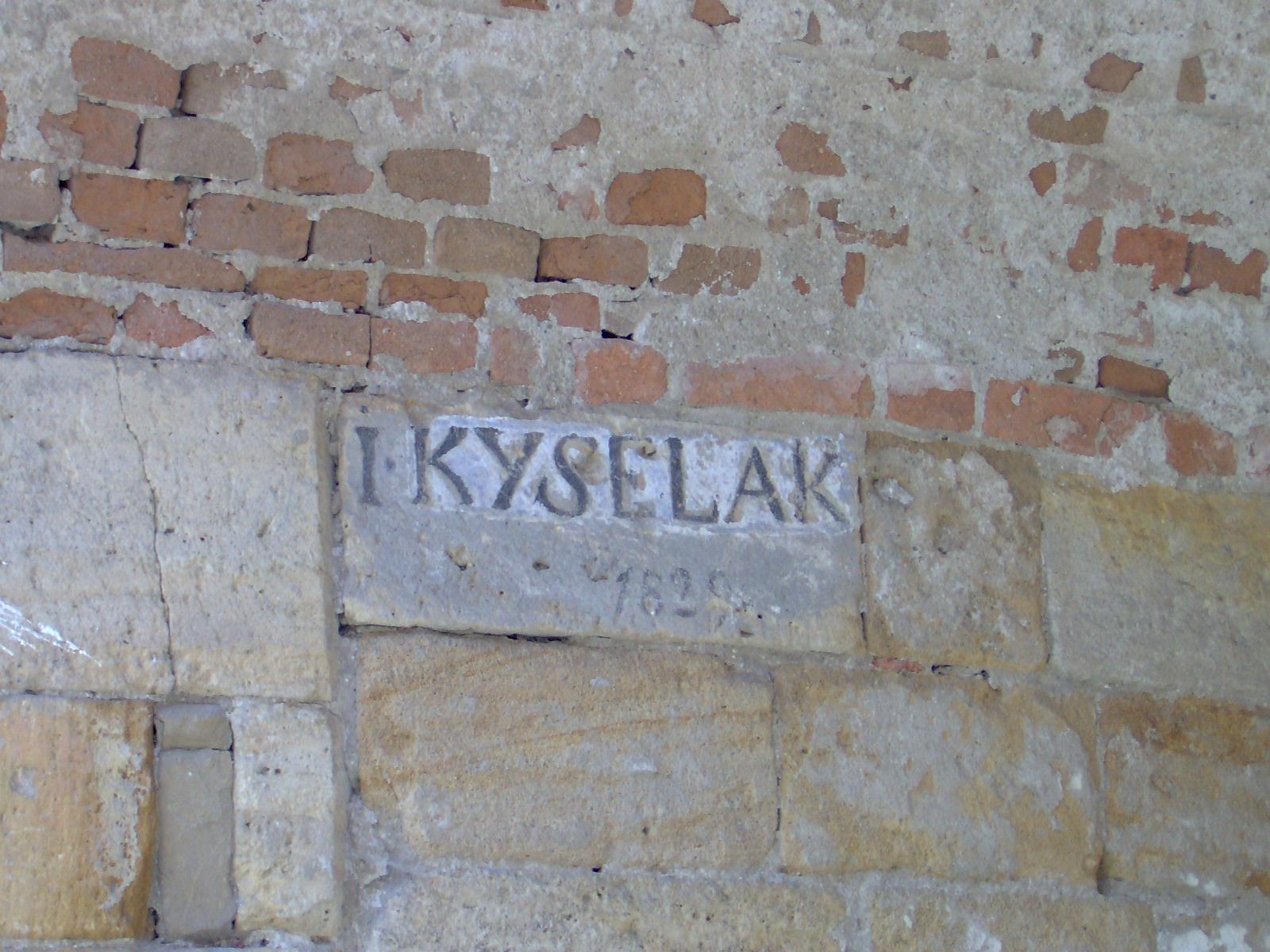
Graffito de Kyselak a Brno, República Txeca

Joseph Kyselak   (Viena, 9 de març de 1798 - Viena, 17 de setembre de 1831), també Josef Kyselak, fou un funcionari austríac, alpinista i escriptor de viatges. Es va fer famós pel seu hàbit de deixar el seu nom en llocs destacats durant les seves caminades per l'Imperi austríac.

## Vida
Fill d'una família de funcionaris, Kyselak va néixer a Viena, on va assistir aun Gymnasium dels Escolapis al Districte Josefstadt. Després de cursar el títol de Matura, va treballar com a fiscal, a partir de 1825, amb el grau d'assessor.
Presumptament com una aposta, Kyselak va començar a escriure el seu nom en nombrosos llocs de les terres dels Habsburg i més enllà. El 1829 va publicar un relat complet d'un viatge de 1825 per Àustria, Estíria, Caríntia, Berchtesgaden, Comtat del Tirol, i Baviera a Viena, descrivint el gravat al Castell Oberkapfenberg. Segons la llegenda, es va fer tan conegut que l'emperador va ordenar que deixés d'etiquetar edificis públics i Kyselak es va comprometre a complir-ho. L'emperador va trobar el nom de Kyselak esculpit al seu escriptori després de l'audiència.
Es diu que fins i tot Kyselak va escalar el pic del mont Chimborazo a l'Equador, on Alexander von Humboldt va trobar les seves pintades el 1837. De fet, Humboldt va visitar la muntanya ja el 1802. Kyselak va morir víctima de l'epidèmia de còlera de 1831 a Viena.

## Pel·lícula
- mentari en cooperació amb la companyia austríaca de radiodifusió ORF: "Kyselak - The First Graffiti Tagger" Arxivat 2018-11-04 a Wayback Machine.

## Llegat

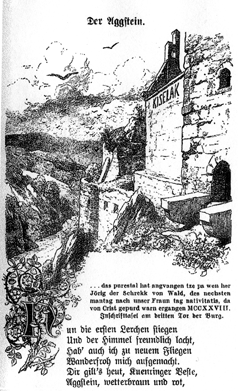
Der Aggstein, il·lustració d'Anton von Werner, c. 1868

Kyselak ha estat considerat com un predecessor de les etiquetes contemporànies i expressions de la cultura popular, com Kilroy era aquí o Peter-Ernst Eiffe. Es conserven nombroses pintades "Kyselak", tot i que sovint són imitacions.
El seu hàbit li va valer una entrada al Biographisches Lexikon des Kaiserthums Oesterreich de Constantin von Wurzbach (Diccionari biogràfic de l'Imperi austríac, 1856-91). Kyselak també s'esmenta en el poema 'Der Aggstein' 'de Joseph Victor von Scheffel (1863).